# Strilbîci, Starîi Sambir
Strilbîci (în ucraineană Стрільбичі) este o comună în raionul Starîi Sambir, regiunea Liov, Ucraina, formată numai din satul de reședință.

## Demografie
Componența lingvistică a comunei Strilbîci
     Ucraineană (99,78%)
     Alte limbi (0,22%)
Conform recensământului din 2001, majoritatea populației comunei Strilbîci era vorbitoare de ucraineană (99,78%), existând în minoritate și vorbitori de alte limbi.